# École d'application de l'artillerie et du génie
L’École d’application de l’artillerie et du génie est une école militaire d’application de l’École polytechnique, créée en 1802 à Metz par le Premier Consul Napoléon Bonaparte, par fusion de deux écoles créées précédemment sous la Révolution française : l’École du génie de Metz et l’École d'artillerie de Châlons. Elle fut transférée à Fontainebleau après la défaite de 1870 et l’annexion de l'Alsace-Lorraine par la Prusse.

## Historique de l'école
En 1794, le Comité de salut public transfert de Mézières à Metz l'École du génie, anciennement École royale, pour la transformer en École du génie de Metz. Les lieux retenus pour les enseignements sont ceux de l'abbaye de Saint-Arnould, un ancien couvent des dominicains dont les bâtiments furent saisis sous forme de bien national par la municipalité de Metz. 
Bonaparte décide en 1802 de fusionner cette école du génie avec l'École d'artillerie de Châlons, en activité à Châlons sur Marne, de 1791 à 1802. Il est également décidé d'en faire une école d'application, avec privilège de l'École polytechnique pour y accéder. Les enseignements sur deux ans forment des officiers du génie et des officiers de l'artillerie, ensuite affectés dans leurs armes respectives en qualité de lieutenant.
Après la guerre franco-allemande de 1870, l’école déménage à Fontainebleau, laissant place à la « Kriegsschule Metz », une école de guerre, où passeront les plus grands noms de l'armée impériale allemande. À Fontainebleau, l’école d’artillerie retrouve son autonomie en 1912, et la formation des officiers du génie est alors transférée à Versailles.
La façade du bâtiment de l'ancienne école royale d'artillerie est classée au titre des monuments historiques par arrêté du 25 mai 1929.

## Professeurs et étudiants célèbres

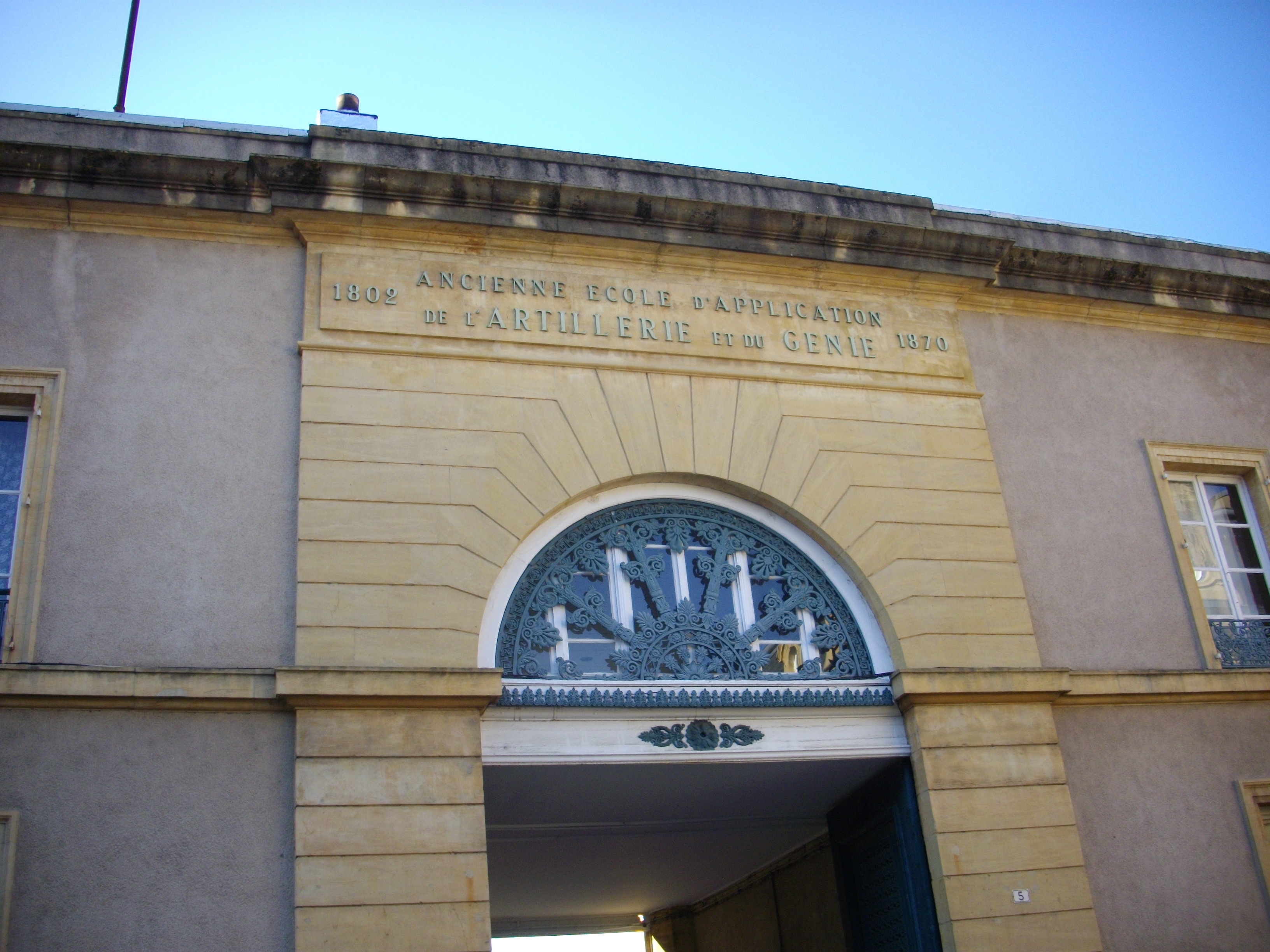
Portail de l'École d'application de l'artillerie et du génie.

- Jean Charles Abbatucci, élève à l’École militaire de Metz (1787)[3], général de la Révolution française.
- Louis André, général et ministre de la Guerre (1900-1905).
- Joseph-Victor Audoy (1782-1871), Commandeur de la Légion d'honneur[4]
- Jacques Babinet, École militaire de Metz (1813), mathématicien, physicien et astronome français.
- Gilbert Bachelu, École militaire de Metz (1794)[3], général du Premier Empire.
- Basile Guy Marie Victor Baltus de Pouilly, commandant de l’École de Metz (1815), général de brigade du Premier Empire.
- Marie Étienne François Henri Baudrand, École militaire de Metz (1794)[3], général de la Restauration, il fit partie du jury d'examen de sortie des élèves de l’École.
- François Berge, élève à l’École militaire de Metz (1796-97), général d'Empire, il commanda en 1816 l’École royale d'application[3].
- Simon Bernard, élève à l’École militaire de Metz (1796-97)[3], général de brigade du Premier Empire.
- Guillaume Boivin de La Martinière commandant de l'École, le 4 frimaire de l'an XI.
- Albert Candelot (1840-1920), élève en 1861, il deviendra ingénieur, colonel et maire de Bourg-la-Reine[5].
- Jean-Baptiste de Casse (1790-1863), député de l'Ariège.
- Isidore Didion (1798-1878), professeur de 1837 à 1846, chercheur et membre correspondant de l'Académie des sciences.
- Pierre Bonnet (1801-1873), élève puis maître d'armes
- Charles de Bouteiller (1786-1850), élève à l’École militaire de Metz (1805)[3], général de division d'artillerie sous la monarchie de Juillet.
- Jacques Cariou, instructeur adjoint d'équitation à Fontainebleau à partir de 1908, triple médaillé olympique aux Jeux de 1912.
- Sadi Carnot (physicien), élève à l’École de 1814 à 1817
- Eugène Cavaignac, élève de l'École de 1822 à 1824, général, chef du pouvoir exécutif en 1848.
- François de Chabaud-Latour, élève de l'École de 1822 à 1824, général, député et ministre de l'Intérieur (1874-1875).
- Georges Chambray, élève à l’École militaire de Metz (1803)[3], général d'artillerie français en 1830.
- Jean-Baptiste Adolphe Charras, élève de 1830 à 1832, lieutenant-colonel et ministre de la Guerre (1848).
- Paul Arthur Marie Chaudessolle, élève à l'École militaire de Fontainebleau (1913), général de division.
- Victor Considerant, élève à l’École militaire (1832), philosophe et économiste.
- Michel Corday (1869-1937), écrivain.
- Emmanuel d'Astier de La Vigerie (1845-1915), ingénieur de Polytechnique (1864), commandant de l'École.
- François Louis Dedon-Duclos, élève à l’École militaire de Metz (1777)[3], général d’artillerie sous la Révolution et le Premier Empire.
- Pierre Philippe Denfert-Rochereau, élève de 1845 à 1847, gouverneur de Belfort en 1870 et député sous la IIIe République.
- Charles François Deponthon, élève à l’École militaire de Metz (1796)[3], général de brigade de l'Empire.
- André Déroulède, élève à Fontainebleau entre 1874 et 1876.
- Guillaume Dode de la Brunerie, élève à l’École militaire (1794)[3], général d'Empire et Maréchal de France sous la monarchie de Juillet.
- Jean-Baptiste Duchand de Sancey, directeur de l’École en 1831.
- Jean Ernest Ducos de Lahitte, ministre (1849-51), député, sénateur (1851-70)
- Guillaume Henri Dufour, élève à l’École militaire, général suisse.
- Charles François Dulauloy.
- Jean Durand de Villers (1814-1886), général de division, Grand officier de la Légion d'honneur.
- Franciade Fleurus Duvivier, élève à l’École militaire, général de division sous la monarchie de Juillet.
- Louis Faidherbe (1818-1889).
- Jean Joseph Frédéric Albert Farre, ministre de la Guerre (1879-1881)
- Louis-Eugène Faucher (1874-1964) général français, polytechnicien, professeur de tactique générale et de travaux du génie à l'École de Fontainebleau de 1901 à 1905, chef de la mission militaire française en Tchécoslovaquie, démissionne à la suite de l'ultimatum franco-britannique au gouvernement tchécoslovaque (23 septembre 1938).
- Jules Étienne Marie Forgeot, élève de 1830 à 1833, général de corps d'armée.
- Émile Ginas (1892-1975), élève en 1917, général de brigade aérienne, Compagnon de la Libération.
- Charles-Moÿse Goulier, enseignant la géodésie et la topographie à l’École d’application de Metz.
- Pierre Paul Gros-Long (1862-1932), dit Pierre Devoluy, colonel du Génie, poète, romancier occitan.
- Marie Constant Fidèle Henri d'Hautpoul, élève à l’École militaire (1800)[3], maréchal de camp de la Restauration.
- Pierre de Lacombe (1868-1933), élève de 1888 à 1889, général français dans l’artillerie.
- Édouard Laffon de Ladebat (1849-1925), élève en 1870, général français.
- Charles-Ange Laisant (1841-1920), député de Loire-Inférieure.
- Louis de Lamoricière, élève en 1828-1829[3], général et homme politique français.
- Pierre Alphonse Laurent[6], mathématicien
- Edmond Le Bœuf, ministre de la Guerre sous le second Empire.
- Étienne-Louis Lefébure de Fourcy, élève en 1806, mathématicien.
- Charles-Pierre Lefebvre de Laboulaye, élève en 1834, polytechnicien, lieutenant, scientifique, inventeur, fondeur.
- Henri Marie Lenoury, élève en 1789.
- Henri Lespinasse de Saune (1850-1929), prêtre et jésuite, évêque de Tananarive.
- Louis Gabriel Madiot (1867-1910), pionnier de l'aviation.
- Amédée Mannheim (1831-1906), mathématicien.
- Maximilien Marie (1819-1891), mathématicien et historien des sciences.
- Émile Martin (1794-1871) École polytechnique 1812, maître de forges, industriel.
- Arthur Morin (1795-1880), professeur à l’École militaire, général et physicien français.
- Frédéric Pierre Morvan, élève de 1807 à 1809[3], général sous la monarchie de Juillet.
- Michel Joseph Maunoury (1847-1923), élève en 1869, maréchal de France.
- Adolphe Niel (1802-1869), École polytechnique (1821), maréchal de France, ministre de la Guerre.
- Henri-Joseph Paixhans (1783-1853), polytechnicien (1801), élève à l'école militaire de Metz (1801-1803), employé à la direction de l'école d'artillerie de Metz (1813), général de France, ingénieur pyrotechnicien.
- Maurice Pellé (1863-1924), général français.
- Joseph Marie de Pernety, élève à l’École militaire de Metz (1781)[3], général d’Empire français.
- Antoine Perrin de Brichambault, élève à l’École militaire de Metz (1794)[3], général français, actif pendant la Restauration.
- Joseph Hélie Désiré Perruquet de Montrichard, élève à l’École militaire de Metz (1781)[3], général d’Empire et ministre de la guerre.
- Guillaume Piobert (1793-1871), élève à l’École militaire de Metz (1809), officier, ingénieur et scientifique français.
- Jean Adrien Piron, élève à l’École militaire de Metz (1809)[3], général français.
- Jean-Victor Poncelet, professeur à l’École militaire de Metz, mathématicien, ingénieur et général français.
- Nicolas Louis Raoul, élève à l’École militaire de Metz (1809)[3], officier du Premier Empire et général français sous la monarchie de Juillet.
- Pierre Thomas Radoult de La Fosse, élève à l’École militaire de Metz (1806)[3], général d’artillerie et parlementaire français.
- Aristide Reboul-Coste, élève à l’École militaire de Metz, officier d’artillerie et un parlementaire de la Restauration.
- Joseph Ringuenberg (1775-1812) mort entre Königsberg et Elbing lors de la retraite de Russie[7]
- Joseph Rogniat vicomte Rogniat 1776 - 1840 Élève École Application Artillerie-Génie 1794-1795 Général de Division guerres d'Empire
- Hubert Rohault de Fleury, élève à l’École militaire de Metz (1800)[3], général sous la Restauration.
- Jacques Théodore Saconney.
- Raymond Adolphe Séré de Rivières, élève de 1837 à 1839.
- Napoléon, comte Suchet (1813-1877), 2e duc d'Albuféra, élève à l’École militaire de Metz
- François Tamisier, député (1848), sénateur (1871).
- Claude-Nicolas Vaudrey (1784-1857), député puis sénateur.
- Mardochée Valabrègue, commandant de l'École en 1902.
- Gaëtan Vidiani (1909-1943), élève à l'École d'application d'artillerie de Fontainebleau, de 1935 à 1936.
- Émilien-Félix Darde (1856-1937), en 1878 sous-lieutenant-élève, général de brigade pendant la première guerre mondiale, commandeur de la Légion d'honneur.
- André-Louis Cholesky[8] (1875-1918) en élève, mathématicien (notamment connu pour sa Factorisation de Cholesky), topographe et capitaine d'un régiment d'artillerie.

### Orientation bibliographique
- Philippe Hoch, L’École d’artillerie et du génie, fleuron des armes savantes à Metz, Armes savantes, Metz, 1993 (p. 7-36).
- P. Chalmin: L’École de Metz, Revue historique de l’armée, no 3., 1962.
- Georges Ducrocq: L’École d’application de Metz, Austrasie, 1908-1909 (p. 151-173).
- Maurice Dumontier : École du génie de Metz (1794-1802). École d’application de l’artillerie et du génie de Metz (1802-1870). - Nancy, 1957.
- Maurice Dumontier : École du Génie de Metz (1794-1802). - P.L., 1961, 2, (p. 49-58).
- Maurice Dumontier : L’École d’application de l’artillerie et du génie à Metz, sous la seconde république et le second empire. – P.L., 1961, 4 (p. 122-135).
- Maurice Dumontier : L’École d’artillerie et du Génie de Metz sous l’Empire, la Restauration et la Monarchie de Juillet (1803-1845). P.L., 1961, 3 (p. 86-102).
- Maurice Dumontier : École du génie de Metz (1794-1802). École d’application de l’artillerie et du génie de Metz (1802-1870). - Nancy, 1957.
- Goetschy (général): Les derniers jours de l’École d’application de Metz, in Revue du Génie militaire, 1933.
- Théodore Le Puillon de Boblay: Esquisse historique sur les Écoles d’artillerie, pour servir à l’histoire de l’École d’application de l’artillerie et du génie, RousseauPallez, Metz, 1858.
- Pierre PHILIPPE : Les rapports de l’Académie Nationale de Metz et de l’école d’application de l’artillerie et du génie sous la restauration, in M.A.M., 1976-1977, (p. 3-18).
- Reversat: L'École d’application de l’artillerie et du génie à Metz, in Bulletin du Génie militaire, 1964 (p. 5-37).